# 玛丽耶拉·贝尔蒂尼
玛丽耶拉·贝尔蒂尼（義大利語：Mariella Bertini，1958年9月30日—），意大利女子击剑运动员。她曾代表意大利参加1984年、1988年、1992年和1996年夏季残疾人奥林匹克运动会击剑比赛，获得三枚金牌和五枚银牌。

## 家庭
丈夫圣·曼加诺。